# Liga de Tailandia 2020-21
La Liga de Tailandia 2020-21 fue la 24.ª temporada de la Liga de Tailandia, la más importante liga profesional tailandesa de clubes de fútbol, desde su creación en 1996, también conocida como Toyota Thai League debido al acuerdo de patrocinio con Toyota. Un total de 16 equipos compitieron en la liga. La temporada comenzó el 14 de febrero de 2020 y finalizó el 28 de marzo de 2021, esto debido a la pandemia de covid-19.
El Chiangrai United fue el campeón defensor, mientras que el BG Pathum United, Police Tero y Rayong ascendieron a la máxima categoría

## Equipos
- Bangkok United
- BG Pathum United (P)
- Buriram United
- Chiangrai United (C)
- Chonburi
- Muangthong United
- Nakhon Ratchasima
- Police Tero (P)
- Port
- PT Prachuap
- Ratchaburi Mitr Phol
- Rayong (P)
- Samut Prakan City
- Sukhothai
- Suphanburi
- Trat

## Tabla de posiciones
Actualizado el 4 de Agosto de 2021.
|  |     | Equipo               |  | PJ | PG | PE | PP | GF | GC | DG  | Pts |
|  | --- | -------------------- |  | -- | -- | -- | -- | -- | -- | --- | --- |
|  | 1.  | BG Pathum United (C) |  | 30 | 24 | 5  | 1  | 54 | 13 | +41 | 77  |
|  | 2.  | Buriram United       |  | 30 | 20 | 3  | 7  | 63 | 26 | +37 | 63  |
|  | 3.  | Port                 |  | 30 | 17 | 5  | 8  | 58 | 36 | +22 | 56  |
|  | 4.  | Chiangrai United     |  | 30 | 16 | 6  | 8  | 48 | 32 | +16 | 54  |
|  | 5.  | Bangkok United       |  | 30 | 15 | 6  | 9  | 57 | 39 | +18 | 51  |
|  | 6.  | Samut Prakan City    |  | 30 | 14 | 5  | 11 | 58 | 51 | +7  | 47  |
|  | 7.  | Muangthong United    |  | 30 | 14 | 5  | 11 | 52 | 43 | +9  | 47  |
|  | 8.  | Ratchaburi Mitr Phol |  | 30 | 13 | 7  | 10 | 48 | 41 | +7  | 46  |
|  | 9.  | Nakhon Ratchasima    |  | 30 | 11 | 9  | 10 | 40 | 41 | -1  | 42  |
|  | 10. | PT Prachuap          |  | 30 | 10 | 7  | 13 | 35 | 47 | -12 | 37  |
|  | 11. | Police Tero          |  | 30 | 10 | 6  | 14 | 32 | 50 | -18 | 36  |
|  | 12. | Chonburi             |  | 30 | 9  | 5  | 16 | 30 | 47 | -17 | 32  |
|  | 13. | Suphanburi           |  | 30 | 9  | 3  | 18 | 33 | 47 | -14 | 30  |
|  | 14. | Sukhothai (D)        |  | 30 | 8  | 4  | 18 | 40 | 57 | -17 | 28  |
|  | 15. | Trat (D)             |  | 30 | 4  | 5  | 21 | 31 | 64 | -33 | 17  |
|  | 16. | Rayong (D)           |  | 30 | 4  | 3  | 23 | 24 | 69 | -45 | 15  |

|  | Campeón y Liga de Campeones de la AFC 2022.                             |
|  | Campeón de Copa de Tailandia 2020-21 y Liga de Campeones de la AFC 2022 |
|  | Liga de Campeones de la AFC 2022                                        |
|  | Descenso a Liga 2 de Tailandia 2021-22.                                 |

## Goleadores
| Pos. | Jugador                    | Equipo                                  | Goles |
| ---- | -------------------------- | --------------------------------------- | ----- |
| 1    | Barros Tardeli             | Samut Prakan City                       | 25    |
| 2    | Dennis Murillo             | Nakhon Ratchasima                       | 21    |
| 3    | Bill                       | Chiangrai United                        | 18    |
| 4    | Heberty                    | Port (7 goles) Bangkok United (9 goles) | 16    |
| 4    | Willem Mota                | PT Prachuap                             | 16    |
| 4    | Baggio Rakotonomenjanahary | Sukhothai                               | 16    |
| 7    | Victor Mattos Cardozo      | BG Pathum United                        | 15    |
| 8    | Sergio Suárez              | Port                                    | 14    |
| 8    | Philip Roller              | Ratchaburi Mitr Phol                    | 14    |
| 10   | Sardor Mirzaev             | Muangthong United                       | 13    |
| 10   | Caion                      | Chonburi (6 goles) Suphanburi (7 goles) | 13    |